# Fulminato di mercurio
Il fulminato di mercurio è un esplosivo primario (altamente sensibile alla frizione e agli urti). Viene usato soprattutto nella produzione di detonatori per esplosivi ed inneschi per cartucce.
Viene preparato miscelando alcool con una soluzione ottenuta dall'azione di acido nitrico concentrato su mercurio. Per accelerare la reazione si ricorre al cloruro di rame come catalizzatore.

## Caratteristiche
Il fulminato di mercurio è un precipitato cristallino biancastro, pesante, insolubile in acqua, che esplode per urto e per riscaldamento. Può esplodere facilmente anche se esposto direttamente ai raggi del sole, per l'effetto lente dei suoi cristalli. Anidro, è un composto pericoloso da manipolare, mentre l'umidità ne attenua la sensibilità.

## Precauzioni
La reazione produce vapori altamente tossici e corrosivi. La manipolazione del fulminato di mercurio è relativamente sicura fino a quando questo è umido. A 150 °C avviene la detonazione spontanea.

## Sintesi
La sintesi del fulminato di mercurio ({\displaystyle Hg(CNO)_{2}}) è un processo chimico complesso e pericoloso, condotto generalmente in ambienti controllati a causa dell'elevata sensibilità del composto a stimoli esterni come urti, calore e scintille. Il fulminato di mercurio è noto per la sua estrema instabilità e per la sua capacità di detonare anche in presenza di minime sollecitazioni, motivo per cui il processo richiede rigorose precauzioni.
La reazione avviene tra mercurio, 
acido nitrico concentrato ed etanolo.
Il mercurio viene disciolto in acido nitrico concentrato, generando nitrato di mercurio ({\displaystyle Hg(NO_{3})_{2}}) e rilasciando diossido di azoto ({\displaystyle NO_{2}}) come sottoprodotto gassoso:
{\displaystyle Hg+2HNO_{3}\rightarrow Hg(NO_{3})_{2}+NO_{2}+H_{2}O}
Alla soluzione di nitrato di mercurio viene aggiunto etanolo in quantità controllata. La reazione produce fulminato di mercurio insieme a sottoprodotti gassosi come biossido di azoto ({\displaystyle NO_{2}}) e monossido di carbonio ({\displaystyle CO}):
{\displaystyle Hg(NO_{3})_{2}+C_{2}H_{5}OH\rightarrow Hg(CNO)_{2}+H_{2}O+CO_{2}+NO_{2}}
Il fulminato di mercurio precipita sotto forma di cristalli bianchi o grigiastri. Questi vengono raccolti attraverso filtrazione, lavati con acqua e asciugati con estrema cautela.

## Storia
Venne sintetizzato per la prima volta nel 1799 dall'inglese Edward Charles Howard (28 maggio 1774 – 28 settembre 1816), per riscaldamento di una miscela di alcool, acido nitrico e mercurio.
La sua scoperta deriva dagli esperimenti degli alchimisti per trovare un rimedio contro la sifilide utilizzando il mercurio che aveva già dimostrato capacità curative. Si scoprì che il mercurio poteva essere sciolto in acido nitrico e, se si aggiungeva etanolo, si otteneva il fulminato di mercurio.
Questo procedimento è attribuito all'olandese Cornelius van Drebbel che, durante l'assedio de La Rochelle avrebbe costruito delle torpedini con una spoletta a percussione come riferito nel 1621 dall'inglese Joachim Morsius nel suo "Tractatus de quinta Essentia". La sua composizione chimica fu individuata da Kunckel nel 1690 e poi confermata da Bergmann (1769) e Scheele (1777).
Nel 1799 l'inglese Howard l'ottenne con un procedimento più semplice e ne descrisse per primo le proprietà esplosive in modo preciso. Esattamente nell'anno 1800, in Francia, Julien Leroy creò il primo opificio per la produzione di fulminato di mercurio, ma morì insieme a suo cognato in seguito ad una esplosione.
Nel 1821 l'inglese Wright produsse le prime capsule con fulminato di mercurio e già nel 1836 in Francia furono prodotti in un anno 800 milioni di capsule utilizzando oltre 15 tonnellate di mercurio.
Alfred Nobel scoprì la trasmissione della detonazione dal fulminato alla nitroglicerina.
Sino al XX secolo il fulminato di mercurio fu praticamente l'unico esplosivo da innesco usato. Attualmente il fulminato di mercurio tende ad essere rimpiazzato da altri esplosivi primari con caratteristiche di minore tossicità e maggiore stabilità nel tempo: azoturo di piombo, stifnato di piombo e tetrazene.

## Curiosità
- Bombe a mano con innesco a fulminato di mercurio furono utilizzate da Felice Orsini e dai suoi complici per l'attentato all'imperatore dei Francesi Napoleone III, la sera del 14 gennaio 1858.
- Il fulminato di mercurio viene utilizzato nella sesta puntata della prima stagione della serie tv Breaking Bad dal protagonista per convincere un narcotrafficante a pagargli la droga (metanfetamine) alla consegna. Viene presentato in forma cristallizzata anziché in polvere, tanto da essere inizialmente scambiato per la stessa metanfetamina.
- Nello speciale "Breaking Bad" di MythBusters, Tory, Grant e Kary provano che l'esplosione del fulminato causata da Walter White non potrebbe essere riprodotta in uno scenario reale dal momento che non sarebbe possibile causare la reazione esplosiva lanciando il materiale al suolo.[2]